# Mertasinga (Gunungjati)
Mertasinga is een bestuurslaag in het regentschap Cirebon van de provincie West-Java, Indonesië. Mertasinga telt 6322 inwoners (volkstelling 2010).